# Legends of Tomorrow
DC's Legends of Tomorrow, nota semplicemente come Legends of Tomorrow, è una serie televisiva statunitense creata da Greg Berlanti, Marc Guggenheim, Andrew Kreisberg e Phil Klemmer in onda sul canale The CW, basata su un gruppo di personaggi della DC Comics. È ambientata all'interno dell'Arrowverse, e rappresenta uno spin-off di Arrow e The Flash, incluse nello stesso universo. Gli showrunner della serie sono Phil Klemmer e Chris Fedak.
La serie è incentrata su un gruppo di personaggi già comparsi in altre serie dell'Arrowverse, le cosiddette Leggende, che cercano di salvare il mondo viaggiando nel tempo. Protagonisti della serie sono Caity Lotz, Brandon Routh, Victor Garber, Franz Drameh, Ciara Renée, Falk Hentschel, Dominic Purcell, Wentworth Miller e Arthur Darvill come Rip Hunter. Lo sviluppo della serie è iniziato nel marzo 2015. Le riprese della serie sono iniziate il 9 settembre 2015 a Vancouver, nella Columbia Britannica.
La serie è trasmessa sulla rete televisiva statunitense The CW dal 21 gennaio 2016. Nel gennaio 2017, The CW ha rinnovato la serie per una terza stagione. In Italia, la prima stagione è trasmessa in prima visione sul canale pay Premium Action dal 19 ottobre 2016. In chiaro viene trasmessa su Italia 1 dal 27 dicembre 2017. I produttori hanno annunciato il 31 gennaio del 2019 che la serie è stata rinnovata per una quinta stagione. Il 7 gennaio 2020 viene annunciato il rinnovo per una sesta stagione in programma nel 2021. Il 3 febbraio 2021 The CW ha rinnovato la serie per una settima stagione. Il 30 aprile 2022 la serie è stata infine cancellata.

## Trama
(Rip Hunter all'inizio di ogni episodio della prima stagione)

### Prima stagione
L’agente spaziale Rip Hunter viaggia tramite un portale segreto dal suo mondo al nostro dove scopre un anno diverso da quello del suo (nel suo mondo è l'immaginario e distopico 2166 mentre da noi è il 2016), qui riunisce, a Central City, un team di eroi e di cattivi nel tentativo di fermare Vandal Savage dal distruggere il suo mondo. La squadra comprende, oltre allo stesso Hunter, Ray Palmer / Atom, Jefferson Jackson e Martin Stein (uniti in Firestorm), Sara Lance / White Canary, Kendra Saunders / Hawkgirl, Carter Hall / Hawkman, Mick Rory / Heatwave e Leonard Snart / Captain Cold. A contrastare Hunter ci sono anche i Signori del Tempo, ovvero i suoi stessi colleghi che non giustificano il suo operato.

### Seconda stagione
Il team delle Leggende riprende a viaggiare nel tempo, perché una volta distrutti i Signori del Tempo non è rimasto nessuno ad impedire a gente come i Pirati del Tempo di viaggiare nel tempo e cambiare la storia creando le cosiddette aberrazioni temporali. Il team viene capitanato da Sara, in quanto Rip Hunter è disperso e privo di qualsiasi ricordo della sua vera vita; in più, Leonard Snart è morto per permettere agli altri di continuare la loro missione. Dovranno anche andare alla ricerca di un modo per sventare i piani di Damien Darhk, dell'Anti-Flash e di Malcolm Merlyn, intenti a cercare i quattro pezzi della Lancia del Destino, in grado di riscrivere la realtà in modo permanente.

### Terza stagione
Le Leggende sono riuscite a fermare la Legione del Destino ma come conseguenza hanno rotto il tempo, riempiendo la storia di anacronismi. Rip Hunter nel frattempo ha fondato una nuova organizzazione, L'Agenzia del Tempo, che si occupa di rimuovere gli anacronismi e vede le Leggende come un pericolo. In questa stagione un nuovo personaggio, Zari Tomaz, una donna del 2042, Wally West / Kid Flash e John Constantine si uniranno alle Leggende, che dovranno anche vedersela con Mallus, Damien Darhk e sua figlia Nora.

### Quarta stagione
Le Leggende riescono finalmente a eliminare tutti gli anacronismi nel tempo, e sembra quindi che la loro missione si sia conclusa ma, per sconfiggere Mallus nella stagione precedente, hanno permesso ad altre creature demoniache, di miti e fiabe, di fuggire per tutta la linea temporale. Sara Lance quindi deve riunire le Leggende e affrontare i "fuggitivi" (nome dato alle creature scappate dall'Inferno) e riconfinarli per impedir loro di cambiare il corso degli eventi. Una di questi "fuggitivi", Charlie, una mutaforma, si unirà alla ciurma della Waverider. Ad aiutare le Leggende questa volta interverrà John Constantine, detective dell'occulto che avrà bisogno del loro aiuto a causa di entità malefiche che stanno arrivando per lui.
Alla fine della stagione riescono a catturare tutti i fuggitivi e a fare accettare alle persone le loro socialità ed unicità, al posto che essere spaventati. Così facendo però impediscono che la A.R.G.U.S., nel futuro, dia la caccia ai metaumani e Zari non viene mai reclutata dalle leggende. Al suo posto lo è il fratello Behrad.

### Quinta stagione
La stagione è preceduta dall'episodio speciale crossover "Crisi sulle Terre Infinite", già cominciato negli episodi di Supergirl, The Flash, Batwoman e Arrow. Appare nuovamente Black Lightning, in quanto gli universi di Arrow, Flash e Batwoman (Terra-1), quello di Supergirl (Terra-38) e quello di Black Lightning (Terra sconosciuta) vengono uniti in un unico universo, che viene denominato Terra Prime, grazie al sacrificio di Oliver Queen. Sempre in questo episodio, viene sconfitto l'Anti-Monitor e viene mostrata l'esistenza di un nuovo Multiverso. Le alterazioni sulla nuova Terra consistono, inizialmente, nel fatto che John Diggle e Layla hanno entrambi i figli (John Jr, creato dopo Flashpoint e Sara Diggle, nata originariamente ma scomparsa a causa di Flashpoint e sostituita dal fratello) e che Lois e Clark hanno 2 figli gemelli. Flash, Superman, Supergirl, White Canary, Batwoman, Martian Manhunter e Black Lightning si riuniscono per celebrare la scomparsa di Green Arrow in un magazzino segreto dei laboratori Star, che Barry suggerisce di usare come base per crisi future, svelando anche un tavolo con poltrone contrassegnate dai simboli degli eroi. Ma la prima seduta di questa Justice League viene interrotta dai versi di un animale (viene mostrata una gabbia aperta con una buccia di banana contrassegnata dal nome Gleek, mentre viene poi rivelato il palazzo dove si trovano, la Hall of Justice, chiari omaggi alla serie Superamici di Hanna e Barbera).
La stagione ruota attorno ad Astra, una bambina che Constantine aveva mandato all'inferno per salvare la madre e ora diventata donna, che dopo essere cresciuta nell'inferno è pronta per avere la sua vendetta contro il demonologo. Ad aiutarla sono Lachesi e Atropo, due delle Moire, che la incitano a inviare sulla terra cattivi di tutti i tempi già defunti, come Rasputin. Si scopre che Charlie è Clotho, la terza moira, che aiuterà, anche se contraria, le leggende a trovare i pezzi del Telaio del Destino, col quale Constantine può cambiare il tempo in modo permanente per riportare in vita Astra prima che cresca. Purtroppo falliscono e, dopo che le Moire hanno preso il controllo del mondo, le leggende le sconfiggono e riportano Charlie dove l'avevano presa, in Inghilterra. Astra si è unita alle leggende, lasciando l'inferno, e Sara, alla fine, viene rapita dagli alieni.

### Sesta stagione
Le leggende, dopo aver lasciato Charlie nel suo tempio, si accorgono che Sara è stata rapita dagli alieni. Si scopre che chi è stato è Gary, che si rivela essere un alieno, insieme alla sua fiancée. Nel tentativo di riportare Sara sulla Waverider Gary sparge per il tempo alieni di ogni tipo che le leggende, capitanate da Ava, cercheranno e neutralizzeranno, alla ricerca di indizi che li conducano da Sara. Intanto Sara è su un pianeta remoto con la sola compagnia di Bishop, uno stravagante terrestre padre delle Ava con l'obbiettivo di clonare tutti gli umani fondendoli con gli alieni per aumentare le loro capacità. Si scopre che l'ha già fatto con Sara, la quale è ora invulnerabile. Le leggende, alla fine, riescono a salvare Sara, soprattutto grazie ad un nuovo membro: Spooner. Esperanza Cruz (come si chiama veramente) è stata rapita dagli alieni e, in seguito a ciò, riesce a comunicare con loro. Constantine perde la sua magia e nel tentativo disperato di riaverla, cercando la Fontana dell'Impero, mette in pericolo le leggende più volte. Alla fine si ritrovano ad Odessa, Texas, per affrontare un esercito di alieni e Bishop, rapendo anche una versione di lui più giovane. Alla fine riescono a sconfiggere gli alieni e Bishop, dopo aver scoperto che Spooner apparteneva a quell'epoca e che Mick era in dolce attesa di molti figli alieni dalla fiancée di Gary, i quali mangiano Bishop. Constantine muore, assorbito dalla Fontana (che aveva portato Spooner nel futuro) e lascia a Zari una chiave. La stagione finisce con il matrimonio di Sara e Ava e la Waverider che viene distrutta da un'altra Waverider.

### Settima stagione
Dopo la partenza di Mick e la distruzione della Waverider, le leggende sono bloccate ad Odessa. Nel tentativo di riparare la Waverider distrutta con la magia, Astra porta in vita Gideon, che resterà con lei e Spooner ad Odessa mentre le leggende cercano di raggiungere lo scienziato che ha inventato il viaggio nel tempo. Dopo che Gideon ha rivelato che non devono assolutamente trovarlo, lei Astra e Spooner cercano di raggiungere le leggende che sono tallonate anche da Hoover e, dopo che l'hanno ucciso, una versione robot di lui. Si scopre che è stato Bishop a costruire un'altra Waverider e distruggere quella originale, arrabbiato per il rapimento. Ha anche creato delle versioni robot delle leggende per poterle eliminare. Alla fine le leggende, insieme a Gwyn, decidono di impedire l'uccisione dell'arciduca Ferdinando per creare un'aberrazione e attirare le leggende-robot e prendere il controllo della Waverider. Incappano in un punto fissato e incontrano Thawne, a guardia di esso. Riescono nel piano ma la Waverider è comandata da una versione malvagia di Gideon che promette di non uccidere le Leggende se torneranno ognuna nel proprio tempo ed eviteranno di intervenire di nuovo sulla storia. Le due Gideon, insieme a Gary prendono il posto a protezione del Tempo. Gwyn vuole però salvare il suo ragazzo e torna alla prima guerra mondiale per farlo. Non sa che la sua morte è un punto fissato e che, quindi, è destinato a morire. Le leggende corrono in suo aiuto e riescono a salvare il ragazzo di Gwyn ma Booster Gold, che era a guardia del punto fissato, ruba la Waverider, che era stata liberata dalla Gideon malvagia grazie ad Astra. Ritorna indietro però, e, dopo che le leggende sono salite a bordo, viene arrestato insieme a tutte loro. Inoltre, Nate lascia le leggende per andare a vivere con Zari 1.0 nel totem.

## Episodi
| Stagione         | Episodi | Prima TV USA | Prima TV Italia |
| ---------------- | ------- | ------------ | --------------- |
| Prima stagione   | 16      | 2016         | 2016            |
| Seconda stagione | 17      | 2016-2017    | 2017            |
| Terza stagione   | 18      | 2017-2018    | 2018            |
| Quarta stagione  | 16      | 2018-2019    | 2019            |
| Quinta stagione  | 15      | 2020         | 2020            |
| Sesta stagione   | 15      | 2021         | 2022            |
| Settima stagione | 13      | 2021-2022    | 2022            |

## Personaggi e interpreti
- Martin Stein / Firestorm (stagioni 1-3, guest star stagione 7), interpretato da Victor Garber, doppiato da Ambrogio Colombo.
È uno stimato scienziato proveniente da Central City. Il giorno del malfunzionamento dell'acceleratore di particelle degli STAR Labs, le cellule di Ronnie Raymond si fusero con il suo corpo, rendendolo la seconda controparte di Firestorm. Dopo la morte di Ronnie, si unisce a Jax. Muore durante una missione su Terra-X.
- Ray Palmer / Atom (stagioni 1-5, guest star stagione 7), interpretato da Brandon Routh, doppiato da Marco Vivio.
Ricco industriale e stimato scienziato di Star City che utilizza la sua armatura ATOM per rimpicciolire gli atomi del suo corpo, grazie anche ad una nanotecnologia da lui studiata, per diventare un giustiziere. Durante la quinta stagione, si sposa con Nora e lascia le leggende in modo da poter vivere una vita insieme.
- Rip Hunter (stagioni 1-2, ricorrente stagione 3, guest star stagione 7), interpretato da Arthur Darvill, doppiato da Emiliano Coltorti.
Un ex agente spaziale di origini Inglesi che nasconde a tutti, grazie al suo fascino e alla sua arguzia, un grande segreto. Nel finale della seconda stagione ed all'inizio della terza stagione fonderà il Time Bureau per correggere gli anacronismi temporali. Nella terza stagione verrà arrestato dal Bureau stesso per aver causato la morte di alcuni agenti nel tentativo di trovare Mallus. Riuscirà a fuggire e verrà riammesso nel Bureau ma come semplice agente al servizio della direttrice Sharpe. Nel finale della terza stagione si sacrifica per fermare Mallus e permettere alle Leggende di fuggire.
- Sara Lance / White Canary (stagioni 1-7), interpretata da Caity Lotz, doppiata da Valentina Mari.
Sorella minore di Laurel Lance, muore durante il primo episodio della terza stagione di Arrow. Prende il nome di White Canary dopo essere stata resuscitata dal Pozzo di Lazzaro. In principio era un membro della Lega degli Assassini, in virtù di ciò è una formidabile combattente. Diventerà il nuovo capitano del team nella seconda stagione. Ha diverse avventure, ma nella terza stagione si innamora di Ava Sharpe, un'agente del Time Bureau.
- Jefferson "Jax" Jackson / Firestorm (stagioni 1-3, guest star stagione 7), interpretato da Franz Drameh, doppiato da Federico Campaiola.
Un ex atleta di scuola superiore, che ha dovuto interrompere la sua carriera a causa di un infortunio provocato la notte dell'esplosione dell'acceleratore di particelle agli STAR labs, per poi diventare un meccanico. Diventa la nuova seconda metà di Firestorm, al posto di Ronnie Raymond, per salvare la vita del Professor Stein. Lascia le Leggende nella terza stagione dopo la morte di Stein e la perdita dei poteri, torna nel finale come guest star per aiutare gli ex compagni a sconfiggere Mallus. Dopo avere lasciato le Leggende ha iniziato a vivere una vita normale sposandosi e avendo una figlia.
- Kendra Saunders / Hawkgirl (stagione 1), interpretata da Ciara Renée, doppiata da Benedetta Degli Innocenti.
Una giovane donna che ha appena appreso che si è più volte reincarnata nel corso dei secoli a seguito di un'antica profezia. Se provocata, la sua antica personalità da guerriera viene fuori e le spuntano dalla schiena un paio di ali piumate. Viene chiamata Hawkgirl per questo motivo. Durante la prima stagione inizierà una relazione con Ray che porterà i due a fidanzarsi. La relazione terminerà quando Kendra si ricongiungerà con Carter. Nel finale della prima stagione abbandona le leggende.
- Carter Hall / Hawkman (stagione 1, guest star stagione 7), interpretato da Falk Hentschel, doppiato da Danilo Di Martino.
L'ultima reincarnazione di un principe egiziano, è destinato a reincarnarsi nel tempo insieme alla sua anima gemella, Kendra. Anche lui possiede un paio di ali che spuntano dalla schiena durante il combattimento. Morirà per mano di Savage per reincarnarsi e diventare un suo agente. Kendra lo risveglierà e nel finale di stagione i due decidono di lasciare le leggende.
- Gideon (stagioni 1-7), interpretata e doppiata in originale da Amy Pemberton, doppiata in italiano da Simona D'Angelo.
L'intelligenza artificiale della Waverider creata dai Time Masters per aiutare Rip Hunter nella sua missione. Da non confondere con la Gideon che appare nella serie Flash, creata nel futuro da Barry Allen e utilizzata da Eobard Thawne. Nella settima stagione diventa umana grazie ad un errore di Astra e viene sempre interpretata da Amy Pemberton
- Mick Rory / Heat Wave (stagioni 1-6), interpretato da Dominic Purcell, doppiato da Francesco Prando.
È il socio di Snart. Metà del suo corpo è ricoperto da ustioni di terzo grado a causa di una rapina finita male. Ha un carattere impulsivo ed è completamente privo di autocontrollo, al contrario del socio utilizza una pistola lanciafiamme. Inizialmente si dimostra distaccato, ma con il tempo si integrerà nelle Leggende. Svilupperà un amore per la scrittura e verrà molto apprezzato per questo. Viene arruolato nella prima stagione dai Time Masters, ma infine deciderà di aiutare le Leggende. Nella quinta stagione scoprirà di avere una figlia adolescente.
- Leonard Snart / Captain Cold (stagione 1, ricorrente stagione 2, guest star stagione 7) e Leo Snart / Citizen Cold di Terra X (ricorrente stagione 3), interpretati da Wentworth Miller, doppiati da Roberto Certomà.
È un criminale intelligente e riflessivo di Central City che sfrutta una speciale pistola a raggi congelanti rubata agli STAR Labs. Durante la seconda stagione una versione precedente agli eventi della prima stagione si unirà alla Legione del destino per cambiare la sua sorte, fallendo miseramente. Il suo alter ego di Terra-X si unirà per un po' di tempo con le leggende per aiutare Mick ed il resto del team a superare la perdita del Professor Stein. Tornerà nella sua dimensione per chiedere al suo compagno Raggio di sposarlo.
- Eobard Thawne / Anti-Flash (stagione 2, guest star stagione 7), interpretato da Matt Letscher, doppiato da Roberto Chevalier.
Supercattivo del futuro e arcinemico di Flash. Grazie alla piena comprensione della Forza di Velocità, Thawne è uno dei pochi velocisti capaci di viaggiare nel tempo con precisione. Con l'aiuto di versioni passate di Malcolm Merlyn, Damien Darhk e Leonard Snart si mette alla ricerca della Lancia del Destino, capace di manipolare la realtà. Alla fine della seconda stagione le Leggende lo affrontano perdendo, ma interviene il Black Flash (un tempo Zoom, un altro velocista) che in apparenza lo uccide.
- Amaya Jiwe / Vixen (stagioni 2-3) e Charlie / Clotho (stagioni 4-5), interpretate da Maisie Richardson-Sellers, doppiate da Federica De Bortoli.
Ragazza in possesso dell'Anansi Totem con la quale possiede le abilità degli animali selvaggi. È la nonna di Mari McCabe, attuale Vixen e di Kuasa. Unitasi alle Leggende nella seconda stagione si innamorerà di Nate Heywood e scoprirà dell'esistenza di sua nipote Mari. Nella terza stagione incontra Kuasa e cerca di salvarla, ma la vedrà morire. Dopo la morte di Kuasa, deciderà di tornare indietro nel tempo per salvare la sua famiglia nel 1992, anche se questo cambierà la storia. Lascia le Leggende alla fine della terza stagione per tornare nel 1942 e vivere la sua vita. Nella quarta stagione, durante la loro caccia ai Fuggitivi, le Leggende si recano nella Londra del 1977, per catturare una mutaforma di nome Charlie. Tuttavia dopo una missione investigativa Ray si convince che Charlie non è malvagia. Le Leggende decidono quindi di non mandarla all'inferno come gli altri Fuggitivi e la portano sul Waverider come prigioniera, ma non prima che Costantine le abbia tolto i poteri, lasciandola nella forma di Amaya. Dopo aver fatto conoscenza con lei Mick decide di liberarla, essendo stato anche lui in prigione, in cambio di aiuto. Charlie decide quindi di aiutare le Leggende a rintracciare gli altri Fuggitivi, ma chiede di non essere più rinchiusa. Nella quinta stagione si scopre che in realtà è la dea greca Cloto, una delle tre moire.
- Nate Heywood / Acciaio (stagioni 2-7), interpretato da Nick Zano, doppiato da Alessandro Rigotti.
Uno storico, nipote del leggendario Commander Steel, membro della Justice Society of America. Inizialmente parte alla ricerca della Leggende, dopo avere ricevuto il potere di trasformare il suo corpo in acciaio grazie a uno speciale siero entrerà in squadra. Si innamorerà di Amaya Jiwe, pur sapendo che era suo destino tornare nel 1942. Nella quarta stagione lascia temporaneamente le Leggende per andare a lavorare all'Agenzia del Tempo e riconnettersi con suo padre Hank. Si innamora di Zari e, alla fine della 7 stagione decide di lasciare le Leggende per andare a vivere con lei nel totem.
- Zari Tomaz (stagioni 3-7) e Zari Tarazi (stagioni 5-7), interpretate da Tala Ashe, doppiate da Gemma Donati.
Una donna musulmana-americana del 2042, attivista hacker che possiede il Totem dell'Aria, uno dei sei totem di Zambesi che ha ereditato da suo fratello Behrad. Entra a far parte delle Leggende dopo che la salvano da Kuasa e l'A.R.G.US. All'inizio non si integra, ma dopo essere rimasta intrappolata in un loop creato da Gideon, impara a convivere con i suoi compagni. Ha una profonda conoscenza dei computer. Nella quarta stagione inizia una relazione con Nate Heywood. Nel finale della stessa, viene sostituita da suo fratello all'interno delle Leggende, in quanto il futuro da cui proviene è stato cambiato. Nel nuovo futuro Zari è un'ereditiera di nome Zari Tarazi, che alla fine si unisce alla Leggende.
- Wally West / Kid Flash (stagione 3), interpretato da Keiynan Lonsdale, doppiato da Manuel Meli.
È un velocista di Central City, che si unirà temporaneamente alle Leggende oltre che per trovare se stesso anche per aiutarli in seguito alla morte di Martin Stein e alla conseguente dipartita di Firestorm. Nella quarta stagione lascerà le Leggende.
- Ava Sharpe (stagioni 4-7, ricorrente stagione 3), interpretata da Jes Macallan, doppiata da Monica Ward.
Agente dell'Agenzia del Tempo che all'inizio è ostile alle Leggende, con il passare del tempo diventa loro amica fino ad avere un appuntamento con Sara. A seguito della morte di Wilbur Bennet, diverrà Direttrice dell'Agenzia del Tempo e riaccetterà in servizio Rip Hunter come agente. Si scopre in seguito che è un clone costruito nel 2213 dalla AVA Corporation, come parte di una serie di cloni per usi pubblici. Il suo nome è un acronimo che sta per "Advanced Variant Automation". Apparentemente Ava è stata realizzata usando i migliori geni al mondo per creare la donna perfetta. Ava è il dodicesimo clone reclutato da Rip Hunter nell'Agenzia. Si innamora di Sara e intraprende una relazione con lei, diventando co-capitano dopo che, nella quinta stagione, il Bureau è stato chiuso.
- John Constantine (stagioni 4-6, ricorrente stagione 3) e Gwyn Davies (stagione 7), interpretati da Matt Ryan, doppiati da Niseem Onorato.
È un mago, detective e truffatore inglese, che lascia le leggende. Dalla settima stagione si unisce alle leggende uno scienziato del XX secolo identico a John.
- Nora Darhk (stagioni 4-5, ricorrente stagione 3, guest star stagione 7), interpretata da Courtney Ford, doppiata da Sabine Cerullo.
Figlia di Damien Darhk e Ruve Adams posseduta da Mallus. Alla fine della terza stagione viene imprigionata dall'Agenzia del Tempo, ma Ray Palmer le dà una pietra temporale per fuggire. Nella quarta stagione è accusata di avere ucciso il padre di Nate, ma infine dopo aver scoperto la sua innocenza diventerà un'agente del Bureau. Nella quinta stagione, divenuta ormai una fata madrina, si sposa con Ray e lascia le leggende per vivere una vita insieme.
- Mona Wu / Wolfie (stagione 4, ricorrente stagione 5), interpretata da Ramona Young, doppiata da Tiziana Martello.
Viene assunta al Time Bureau per dare il cibo ai fuggitivi magici. Si innamorerà di Konane, un kaupe. Verrà trasformata da lui e dopo la sua morte, entrerà a fare parte delle Leggende. Sostituirà Mick come scrittrice di romanzi rosa a sfondo sessuale.
- Astra Logue (stagioni 5-7, guest star stagione 4), interpretata da Olivia Swann, doppiata da Chiara Oliviero.
Una ragazza che è stata accidentalmente condannata all'inferno da Constantine. Quando Astra manomise la moneta dell'anima di Constantine in modo da ucciderlo, quest'ultimo si offrì di usare il Telaio del Destino per cambiare il destino di sua madre, e così lei cedette alla promessa. Si unisce alle leggende la stagione successiva e crea una forte amicizia con Spooner. Dà inoltre vita a Gideon, grazie alla sua magia.
- Mobius / Anti-Monitor (stagione 5), interpretato da LaMonica Garrett, doppiato da Roberto Fidecaro.
Un essere proveniente dal Multiverso, che cerca di distruggere.
- Gary Green (stagioni 6-7, ricorrente stagioni 3-5), interpretato da Adam Tsekhman, doppiato da Oreste Baldini.
Subalterno di Ava. Sarà lui ad assumere Mona al Time Bureau. Nella quinta stagione diventerà allievo e aiutante di John Constantine. Nella sesta stagione si scopre che è un alieno.
- Behrad Tarazi (stagioni 6-7, ricorrente stagione 5, guest star stagione 4), interpretato da Shayan Sobhian, doppiato da Federico Viola.
Fratello minore di Zari, all'inizio operava come vigilante con un amuleto magico prima di essere ucciso dall'A.R.G.U.S. nel 2042. Quando le leggende cambiarono accidentalmente la linea temporale alla fine della quarta stagione, Behrad non fu mai ucciso dall'A.R.G.U.S. e Zari non ricevette mai il suo amuleto, con il risultato che Behrad divenne una Leggenda e prese il posto di sua sorella.
- Esperanza Cruz / Spooner (stagioni 6-7), interpretata da Lisseth Chavez, doppiata da Letizia Scifoni.
Una ragazza che da bambina è stata rapita dagli alieni e che ora è in grado di comunicare con loro.

## Produzione

### Sviluppo

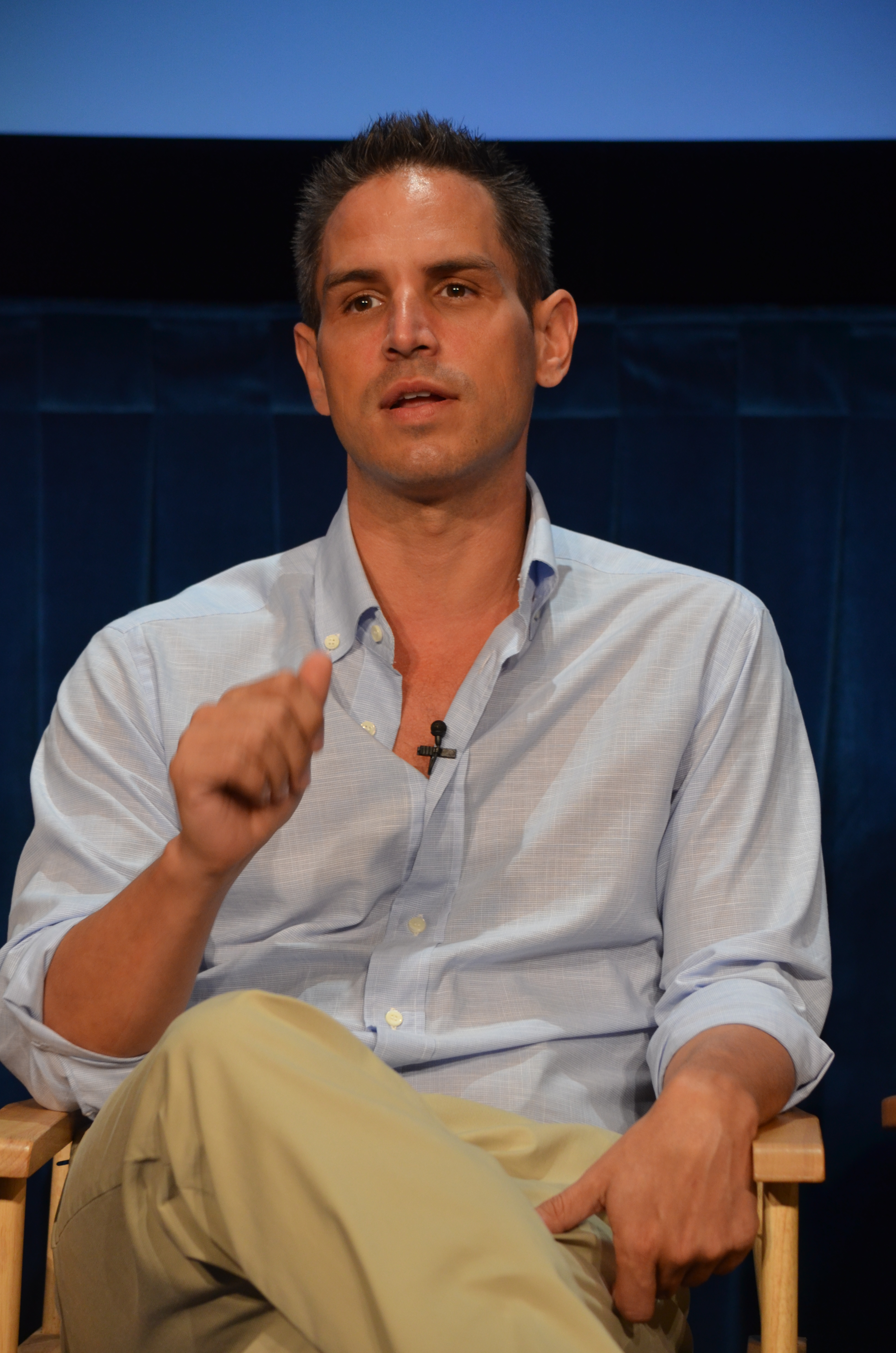
Il creatore di Legends of Tomorrow e di altre serie dellArrowverse Greg Berlanti

L'11 gennaio 2015 il presidente della rete televisiva The CW Mark Pedowitz, insieme ai creatori di Arrow Greg Berlanti, Marc Guggenheim e Andrew Kreisberg, ha rivelato che stavano lavorando a “un'idea geniale” su una possibile serie televisiva incentrata sul personaggio di Atom / Ray Palmer (Brandon Routh). In seguito, il 26 febbraio 2015, è stato rivelato che la rete stava lavorando ad un progetto che avrà come protagonisti alcuni personaggi di Arrow e The Flash, come Brandon Routh, Victor Garber, Wentworth Miller e Caity Lotz, oltre a tre nuovi supereroi mai apparsi nella serie.
La rete ha ufficialmente confermato l'ordine per la serie il 7 maggio 2015, così come il titolo ufficiale, DC's Legends of Tomorrow. Nello stesso mese viene confermato Vandal Savage come antagonista principale della prima stagione. Nel giugno 2015 è stato annunciato che Phil Klemmer era stato nominato showrunner della serie, mentre Chris Fedak produttore esecutivo e co-showrunner di Klemmer.
La serie è stata trasmessa sulla rete televisiva statunitense The CW per la prima volta dal 21 gennaio 2016. L'11 marzo 2016 la serie viene rinnovata per la seconda stagione. Megalyn Echikunwoke avrebbe dovuto reinterpretare Mari McCabe / Vixen in questa stagione, ma a causa della sua indisponibilità è stata sostituita. La serie è stata rinnovata per la terza stagione, in onda dal 10 ottobre 2017.. Il 2 aprile 2018, The CW ha rinnovato la serie per una quarta stagione. In Italia, la prima stagione è trasmessa in prima visione sul canale pay Premium Action dal 19 ottobre 2016. In chiaro verrà trasmessa su Italia 1 dal 27 dicembre 2017. Il 31 gennaio 2019, viene rinnovata per una quinta stagione.

### Casting

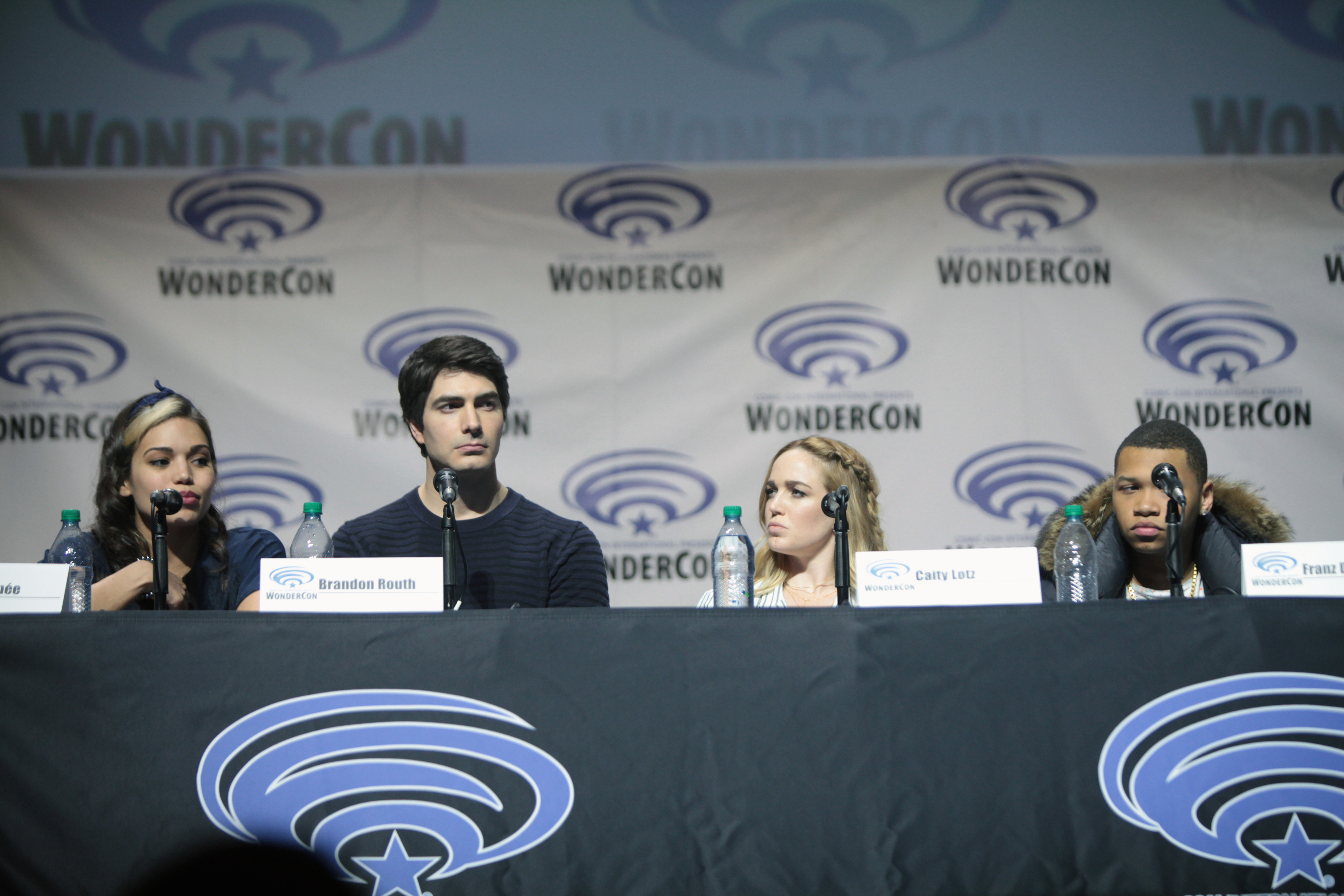
Il cast principale della serie (Ciara Renée, Brandon Routh, Caity Lotz e Franz Drameh) al WonderCon

Nel marzo 2015 Dominic Purcell rivela che tornerà nel ruolo di Heat Wave nella serie, e Blake Neely, compositore di Arrow e The Flash, sarebbe tornato a comporre musica anche questa volta. A fine mese, Arthur Darvill è stato scritturato nel ruolo di Rip Hunter, uno dei personaggi "nuovi in TV" DC, mentre Ciara Renée è stata scelta per interpretare Kendra Saunders/Hawkgirl. Nell'aprile 2015 Franz Drameh è stato scelto come Jax Jackson. A metà maggio, viene confermato che Caity Lotz avrebbe ripreso il ruolo di Sara Lance, e che avrebbe preso il nome di White Canary. Grant Gustin a giugno dichiarò che sarebbe apparso nella serie come Barry Allen/Flash, anche se non è comparso in nessuna puntata. In agosto Casper Crump riprende il suo ruolo come Vandal Savage.

### Riprese
Nel maggio 2015, Garber ha rivelato che le riprese inizieranno nell'agosto 2015, per una première prevista nel gennaio 2016. La serie ha girato una presentazione per i dirigenti della rete The CW, che è stata girata nel corso di una notte e diretta dal veterano di Arrow e The Flash Dermott Downs. Le riprese della serie sono iniziate il 9 settembre 2015 a Vancouver, nella Columbia Britannica.

### Crossover
Nel maggio 2015, Renée ha fatto un cameo nell'episodio finale della prima stagione di The Flash, Fast Enough, e successivamente è comparsa nella seconda stagione della serie nel novembre 2015. Nel luglio 2015, Guggenheim ha rivelato che la resurrezione di Sara Lance sarebbe avvenuta nei primi episodi della quarta stagione di Arrow, mentre gli altri personaggi di Legends of Tomorrow sono stati lanciati nell'ottavo episodio di Arrow e The Flash, i quali formano un crossover. Franz Drameh è stato presentato come la nuova altra metà di Firestorm nel quarto episodio della seconda stagione di The Flash. Crump, Hentschel e James debuttano negli episodi crossover della seconda stagione di The Flash e della quarta stagione di Arrow. A novembre 2016, il cast di Legends of Tomorrow è apparso in The Flash e Arrow come parte del crossover in tre-parti Invasion!; gli episodi crossover ha visto anche la presenza di Melissa Benoist, che ha ripreso il ruolo di Kara Danvers / Supergirl della serie TV Supergirl.

## Distribuzione
Legends of Tomorrow ha debuttato negli Stati Uniti il 21 gennaio 2016 sul canale The CW, e la prima stagione comprendeva circa sedici episodi. La serie première in Australia è stata originariamente annunciata il 20 gennaio 2016, tuttavia non è iniziata fino al 22 gennaio. Nel Regno Unito la messa in onda è iniziata il 3 marzo 2016. In Italia, la serie è trasmessa a partire dalla prima stagione sul canale pay Premium Action dal 19 ottobre 2016 in prima visione.In chiaro viene trasmessa su Italia 1

### Edizioni home video

#### DVD e Blu-ray
| Stagione completa | DVD/Blu-ray    | DVD/Blu-ray        | DVD/Blu-ray             | DVD/Blu-ray    |
| Stagione completa | Regione 1      | Regione 2 (Italia) | Regione 2 (Regno Unito) | Regione 4      |
| ----------------- | -------------- | ------------------ | ----------------------- | -------------- |
| 1ª                | 23 agosto 2016 | 21 novembre 2017   | 29 agosto 2016          | 31 agosto 2016 |
| 2ª                | 15 agosto 2017 | 12 settembre 2018  | 14 agosto 2017          | 16 agosto 2017 |

## Accoglienza

### Critica
L'episodio pilota è stato ben recensito per il suo potenziale. Russ Burlingame di ComicBook.com lo ha elogiato dicendo: "La serie offre un pilota nitido e divertente che è probabilmente il più accattivante e divertente rispetto alle ultime serie sui supereroi". Jesse Schedeen di IGN ha dato alla prima parte dell'episodio pilota 7.7/10, lodando lo "scopo epico" dello show, "divertenti dinamiche di personaggi" e la performance di Arthur Darvill e ha dato alla seconda parte 8.4/10, dicendo che "è migliorato grazie alle grandi dinamiche dei personaggi e all'azione dei supereroi".
Tuttavia, il sito Rotten Tomatoes ha dato alla prima stagione solamente un indice di gradimento del 65%, con una valutazione media di 6.40/10 e basato su 267 recensioni, con il consenso del sito web recita: "Effetti di fantasia, richiami ai fumetti e un cast accattivante aiutano a tenerlo a galla, ma Legends of Tomorrow soffre di un eccessivo cast di personaggi che contribuiscono a creare una tela affollata". Metacritic, che usa una media ponderata, ha assegnato un punteggio di 58 su 100 basato su 28 recensioni, indicando "recensioni miste o medie".
Rotten Tomatoes ha dato alla seconda stagione una percentuale di approvazione dell'88%, con un punteggio medio di 6.95/10 basato su 166 recensioni. Il consenso del sito web recita: "Sebbene la narrativa resti troppo ambiziosa, Legends of Tomorrow gode di un arco creativo più libero con la rimozione dei personaggi problematici".

## Riconoscimenti
| Anno | Premio          | Categoria                                                             | Nomination                                                                        | Risultato       | Ref.   |
| ---- | --------------- | --------------------------------------------------------------------- | --------------------------------------------------------------------------------- | --------------- | ------ |
| 2016 | Saturn Award    | Miglior serie TV basata sui supereroi                                 | Legends of Tomorrow                                                               | Candidato/a     | [ 52 ] |
| 2016 | The Joey Awards | Miglior giovane attore tra i 6-10 anni in una serie TV                | Glen Gordon                                                                       | Vincitore/trice | [ 53 ] |
| 2016 | The Joey Awards | Miglior giovane attore guest-star/principale in una serie TV d'azione | Aiden Longworth                                                                   | Candidato/a     | [ 53 ] |
| 2016 | The Joey Awards | Miglior giovane attore guest-star/principale in una serie TV d'azione | Cory Gruter-Andrew                                                                | Candidato/a     | [ 53 ] |
| 2016 | The Joey Awards | Miglior giovane attore guest-star/principale in una serie TV d'azione | Mitchell Kummen                                                                   | Vincitore/trice | [ 53 ] |
| 2016 | The Joey Awards | Miglior giovane attore ricorrente tra i 6-9 anni in una serie TV      | Kiefer O'Reilly                                                                   | Vincitore/trice | [ 53 ] |
| 2017 | Leo Awards      | Miglior regia in una serie drammatica                                 | David Geddes                                                                      | Candidato/a     | [ 54 ] |
| 2017 | Leo Awards      | Migliori effetti speciali in una serie drammatica                     | Armen V. Kevorkian, Meagan Condito, Rick Ramirez, Andranik Taranyan, James Rorick | Candidato/a     | [ 54 ] |
| 2017 | Leo Awards      | Migliori effetti sonori in una serie drammatica                       | Kristian Bailey                                                                   | Vincitore/trice | [ 54 ] |